# Огарёв, Григорий Кириллович
Григорий Кириллович (Постникович) Огарёв (умер после 1650) — воевода, дворянин московский, сын Кирилла (Постника) Григорьевича Истомы.

## Биография
Григорий был старшим из двух сыновей дипломата и воеводы Кирилла (Постника) Григорьевича Огарёва, погибшего во время Смутного времени в 1608 году. У него был младший брат Иван (умер в 1637).
В 1610 году Григорий и Иван участвовали в московском осадном сидении, за что ему 13 августа 1621 года было пожаловано поместье в Юрьевском уезде. Кроме того, в источниках указывается, что он в 1613 году собирал вотчинников из Тулы, в 1625 году — из Курска и Белгорода.
В 1627—1640 годах Григорий упоминается в боярских книгах как дворянин московский.
Воевода в Переяславле-Залесском в 1648—1649 годах.
В 1650 году «ездил за царицею».

## Брак и дети
Имя жены Григория неизвестно. В источниках упоминается единственный сын:
- Георгий (Постник) (умер после 1692), стряпчий с 1640 года, стольник с 1677 года, воевода в Костроме в 1659—1661 годах, Свияжске в 1669—1670 и 1683 годах и Астрахани в 1677—1678 годах, думный дворянин в 1682—1692 годах[4].